# Bertha Lee Pate
Bertha Lee Pate, conosciuta come Bertha Lee (17 giugno 1902 – 10 maggio 1975), è stata una cantante blues statunitense attiva fra gli anni '20 e gli anni '30, meglio conosciuta per le sue registrazioni assieme a Charley Patton di cui era la moglie de facto.

## Biografia
La famiglia di Bertha Lee si spostò a Lula, Mississippi, quando lei era giovane. Lee incontrò Patton nel 1930 e fu sua moglie finché lui non morì nel 1934. Lei aveva la metà della sua età. Durante questo periodo cantò su dodici delle registrazioni di Patton, le quali portarono alla registrazione di tre sue canzoni, "Yellow Bee", "Dog Train Blues" e "Mind Reader Blues". In questi brani Patton la accompagna alla chitarra.
La sua relazione con Patton fu burrascosa. Una volta entrambi finirono in carcere a Belzoni, Mississippi, dopo una rissa particolarmente furibonda (Patton riferisce questa storia in "High Sheriff Blues").
Nel 1933 la coppia si stabilì a Holly Ridge, Mississippi, e nel 1934 andarono a New York per quella che sarebbe stata la seduta d'incisione finale (il 30 gennaio e il 1º febbraio). Più tardi tornarono a Holly Ridge e Lee vide Patton nei suoi ultimi giorni, fino a quando questi morì a seguito di un disturbo cardiaco il 28 aprile 1934.
Poco altro si sa di Bertha Lee, e le sue registrazioni con Patton sono gli unici documenti della sua voce.